# Circulus cubanus
Circulus cubanus är en snäckart som beskrevs av Henry Augustus Pilsbry och Aguaya 1933. Circulus cubanus ingår i släktet Circulus och familjen Vitrinellidae. Inga underarter finns listade i Catalogue of Life.